# René Trehkopf
René Trehkopf (ur. 8 kwietnia 1980 w Altdöbern) – niemiecki piłkarz występujący jako środkowy obrońca w SV Grün-Weiß Lubin.